# Chapelle Saint-Joseph de Saint-Paulien
La chapelle Saint-Joseph est un édifice situé à Saint-Paulien, en France.

## Localisation
La chapelle est située sur le territoire de la commune de Saint-Paulien, dans le département  de la Haute-Loire, en région Auvergne-Rhône-Alpes.

## Historique
La chapelle est inscrite partiellement (portail provenant de la commanderie de Montredon et formant actuellement l'entrée de la chapelle) au titre des monuments historiques par arrêté du 7 janvier 1926.